# ستيفن فيش
ستيفن فيش (بالإنجليزية: Steven Fish)‏ هو عالم سياسة أمريكي، ولد في 1962.